# Schenectady
Schenectady este un oraș în Statele Unite ale Americii, reședința Comitatului Schenectady din statul federal New York, cu o populație de 66.135 locuitori (2010).

## Personalități născute aici
- Ray Nelson (1931 - 2022), scriitor.